# 怒海劫
是一部2013年美國傳記驚悚電影，由保羅·葛林葛瑞斯執導、湯姆·漢克斯和巴克哈德·阿卜迪主演。靈感來自理查德·菲利普斯船長的真實故事，讲述他在2009年的快桅阿拉巴馬號劫持案中遭索馬利亞海盜綁架的经历。
由比利·雷編劇，根劇理查德·菲利普斯及Stephan Talty於2010年出版的書籍（A Captain's Duty: Somali Pirates, Navy SEALs, and Dangerous Days at Sea）改編。影片在美國于2013年10月11日上映。

## 剧情
理查德·菲利普斯（湯·漢斯飾）是阿曼塞拉萊港口的一艘大型货船——快桅阿拉巴馬號的船长，这次他带领手下从阿曼向肯尼亚运送一批货物和援助物资。行驶至索马里海域附近的公海时，两艘海盗小快艇驶向了它，上面各载有携带着枪支的四名索马里海盗。一开始菲利普斯用计吓唬走了一艘，而另外一艘由Muse率领的快艇则紧追不舍，并最终强行登了上去。由于早有准备，菲利普斯在被俘前让大批船员躲避进了引擎舱里，后来Muse在搜找船员时被俘，而后双方协议交换船长并让这四名海盗带着三万美元现金离开，而就在海盗乘坐阿拉巴馬號救生艇离开时菲利普斯再次遭到绑架，海盗计划将他带回索马里以让迫使货船公司交付巨额赎金。之后阿拉巴馬號的船员向附近的一艘美国海军驱逐舰——班布里奇号求救，该舰舰长想通过谈判方式救回菲利普斯，与此同时，美国本土出发的海豹部队也前来参与拯救行动。最终Muse被骗上驱逐舰被俘，其他三名海盗在救生舱里被海豹队员击毙，而菲利普斯則獲救。

## 角色
- 湯·漢斯 飾 理查德·菲利普斯

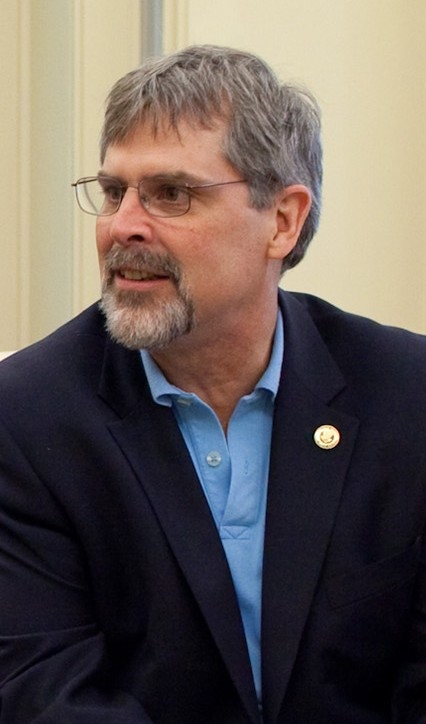
主角原型Richard Phillips

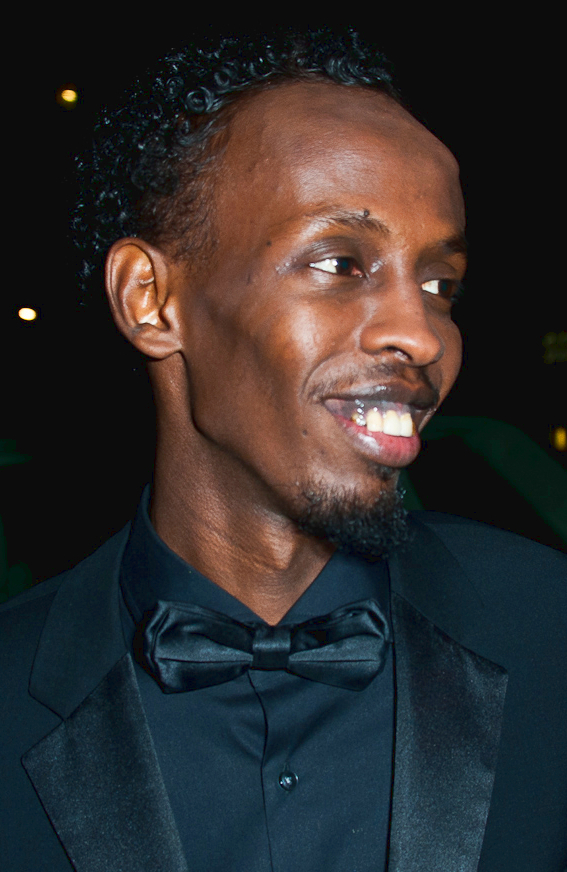
扮演海盗头目Muse的Abdi是於14岁移居美国的索马里人

- 凱瑟琳·基納 飾 安德烈·菲利普斯（Andrea Phillips）
- 巴克哈德·阿卜迪 飾 Abduwali Muse（英语：Abduwali Muse），海盗头目
- 巴克哈德·阿卜迪拉赫曼（Barkhad Abdirahman） 飾 Adan Bilal
- 費薩爾·艾哈邁德（英语：Faysal Ahmed） 飾 Nour Najee
- 瑪哈·M·阿里（Mahat M. Ali） 飾 Walid Elmi
- 迈克尔·哲努斯（英语：Michael Chernus） 飾 肖恩·墨菲（Shane Murphy）
- 大卫·沃肖夫斯基（英语：David Warshofsky） 飾 邁克·佩里（Mike Perry）
- 科裡·約翰遜（英语：Corey Johnson） 飾 肯·奎恩（Ken Quinn）
- 克里斯·穆爾基（英语：Chris Mulkey） 飾 约翰·克罗南（John Cronan）
- 尤伯·巴斯克斯（英语：Yul Vazquez） 飾 弗蘭克·卡斯特利亞諾（英语：Frank Castellano）指揮官
- 馬克斯·馬提尼 飾 SEAL指挥官
- Omar Berdouni（英语：Omar Berdouni） 飾 Nemo
- Mohamed Ali 飾 Asad
- Issak Farah Samatar 飾 Hufan

## 评价
烂番茄新鲜度95%，Metacritic上47家媒体综评83分，收获高度肯定。美媒代表性评价：“影片一气呵成，细微处有条不紊，狂热处令人感觉汗流浃背，自始至终摄人心魄，年度最引人入胜的电影之一”；“一部悲惨又鼓舞人心的必看影片”；“格林格拉斯标志性的运镜风格固然炫目，但真正使本片令人难以忘怀的还是汤姆·汉克斯的出色表演”；“汉克斯深入角色内心，对躲过死亡后的演绎，其水准之高是我以前从没见到过的，令人敬畏”。

## 票房
美国首周末收获2,600万美元，次于《地心引力》名列第二。次周末收1,730万继续列第二位，第三周末收1,180万列第三位，累计7,007万。北美最终成绩为1.05亿，全球为2.18亿美元。

## 奖项
- 美国电影学会年度十佳影片
- 圣迭戈影评人协会奖最佳剪辑
- 美国编剧工会奖最佳改编剧本[7]

第71届金球奖
- 最佳剧情片提名
- 最佳导演提名
- 剧情类最佳男主角提名
- 最佳男配角提名：巴克德·阿巴蒂

第67届英國電影學院奖
- 最佳電影提名
- 最佳导演提名
- 最佳改编剧本提名
- 最佳男主角提名
- 最佳男配角：巴克德·阿巴蒂
- 最佳原创音乐提名：亨利·傑克曼
- 最佳摄影提名：Barry Ackroyd
- 最佳剪辑提名：克里斯多福·勞斯
- 最佳音效提名

第86届奥斯卡金像奖
- 最佳影片提名
- 最佳改编剧本提名：Billy Ray
- 最佳男配角提名：Barkhad Abdi
- 最佳剪辑提名：克里斯多福·勞斯
- 最佳音效剪辑提名：Oliver Tarney
- 最佳混音提名：Chris Burdon, Mark Taylor, Mike Prestwood Smith 和 Chris Munrod